# Col de Braus
Le col de Braus est un col des Alpes françaises reliant les villes de l'Escarène et Sospel, dans le département des Alpes-Maritimes en région Provence-Alpes-Côte d'Azur.

## Accès
L'ancienne route nationale 204, aujourd'hui D 2204, franchit le col à 1 002 mètres d'altitude, tandis que la ligne de Nice à Breil-sur-Roya emprunte notamment le tunnel du col de Braus long de 5 938 mètres.
Sur le versant ouest, à 400 mètres du sommet, la route départementale 54 donne accès aux villages de Lucéram et de Peïra-Cava, par les cols de l'Ablé et de l'Orme.
Les routes accédant au col comportent de nombreux lacets en épingle à cheveux et proposent de beaux points de vue.

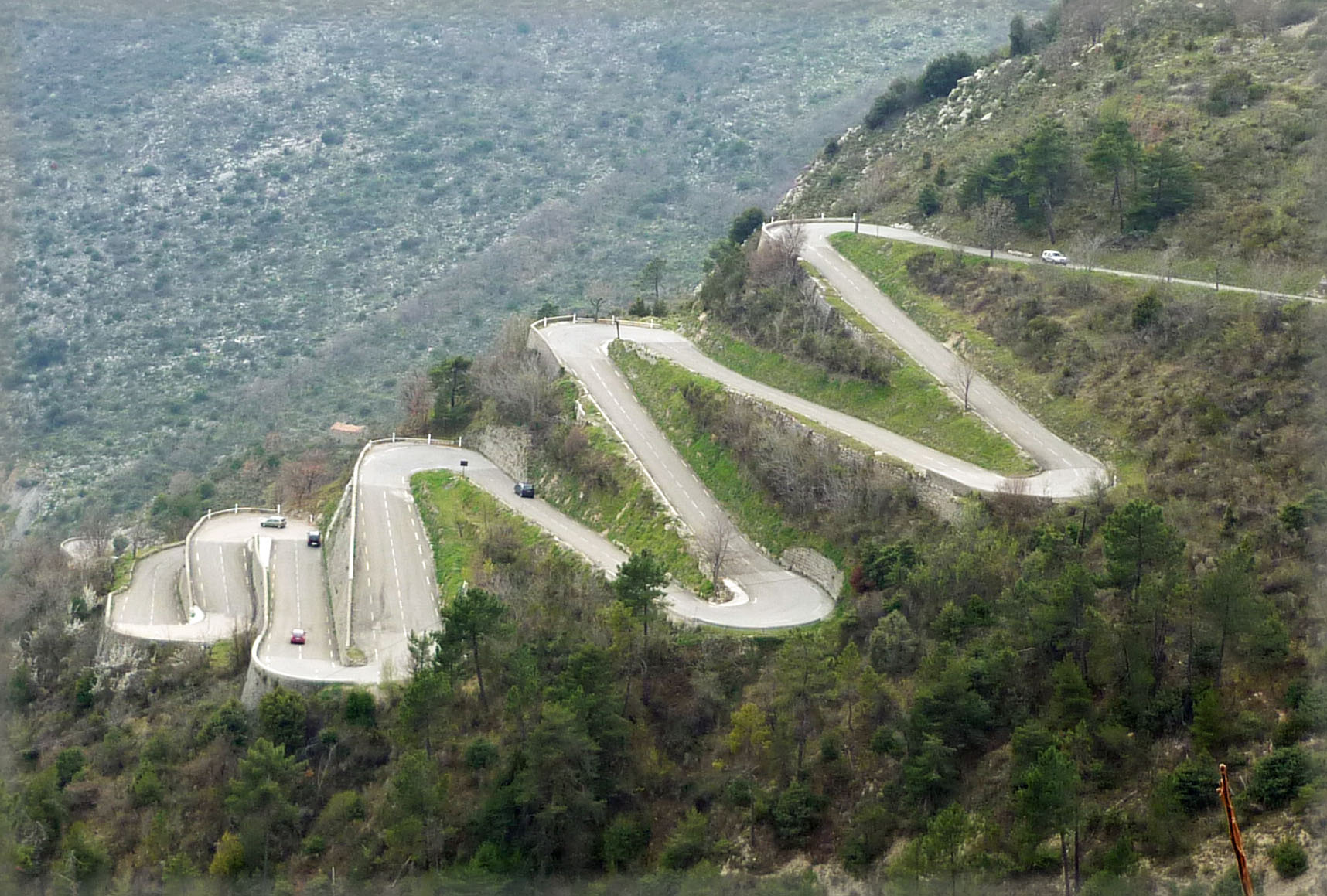
Vue des lacets sur le versant ouest.
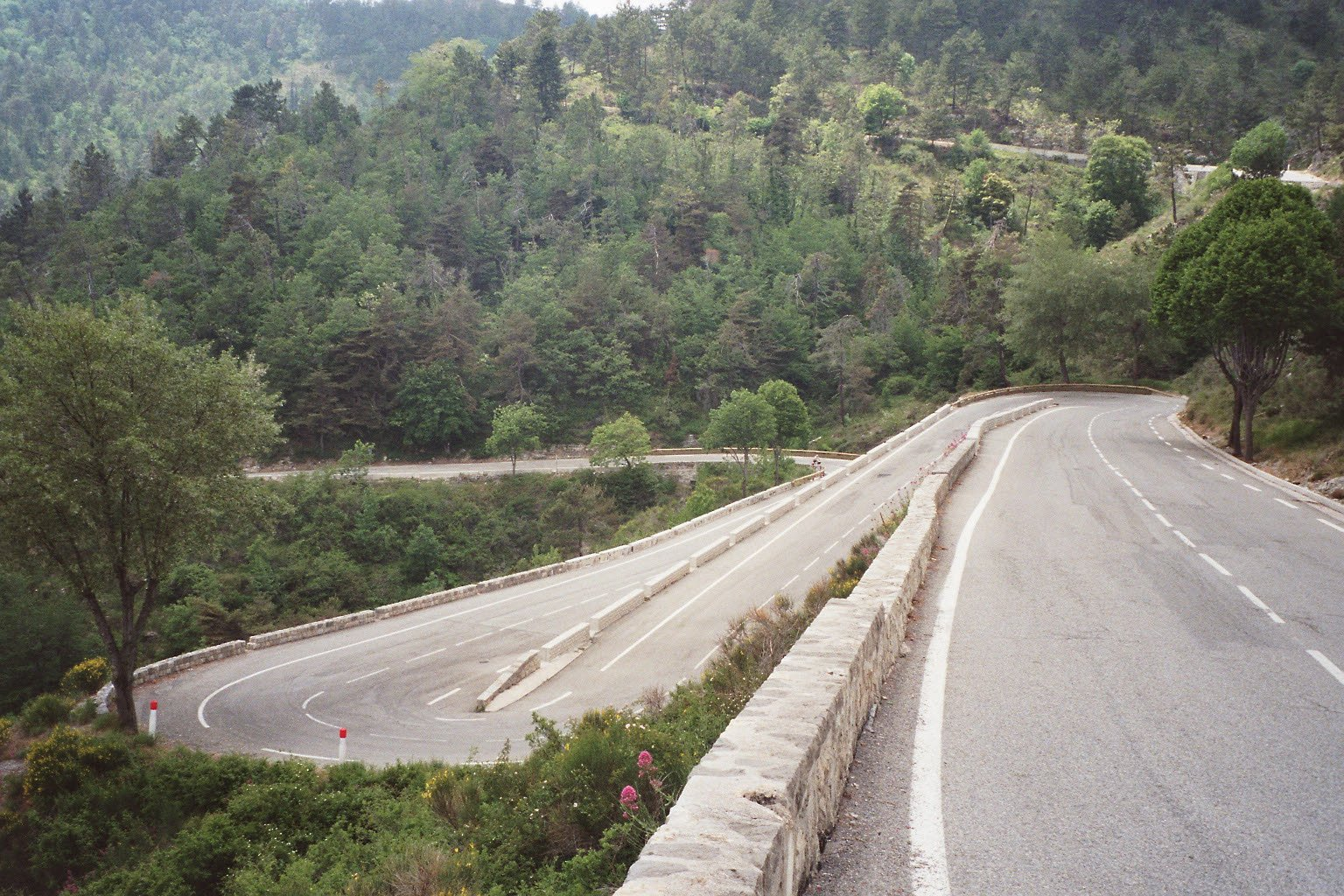
Vue de lacets sur le versant est.

## Sports

### Cyclisme

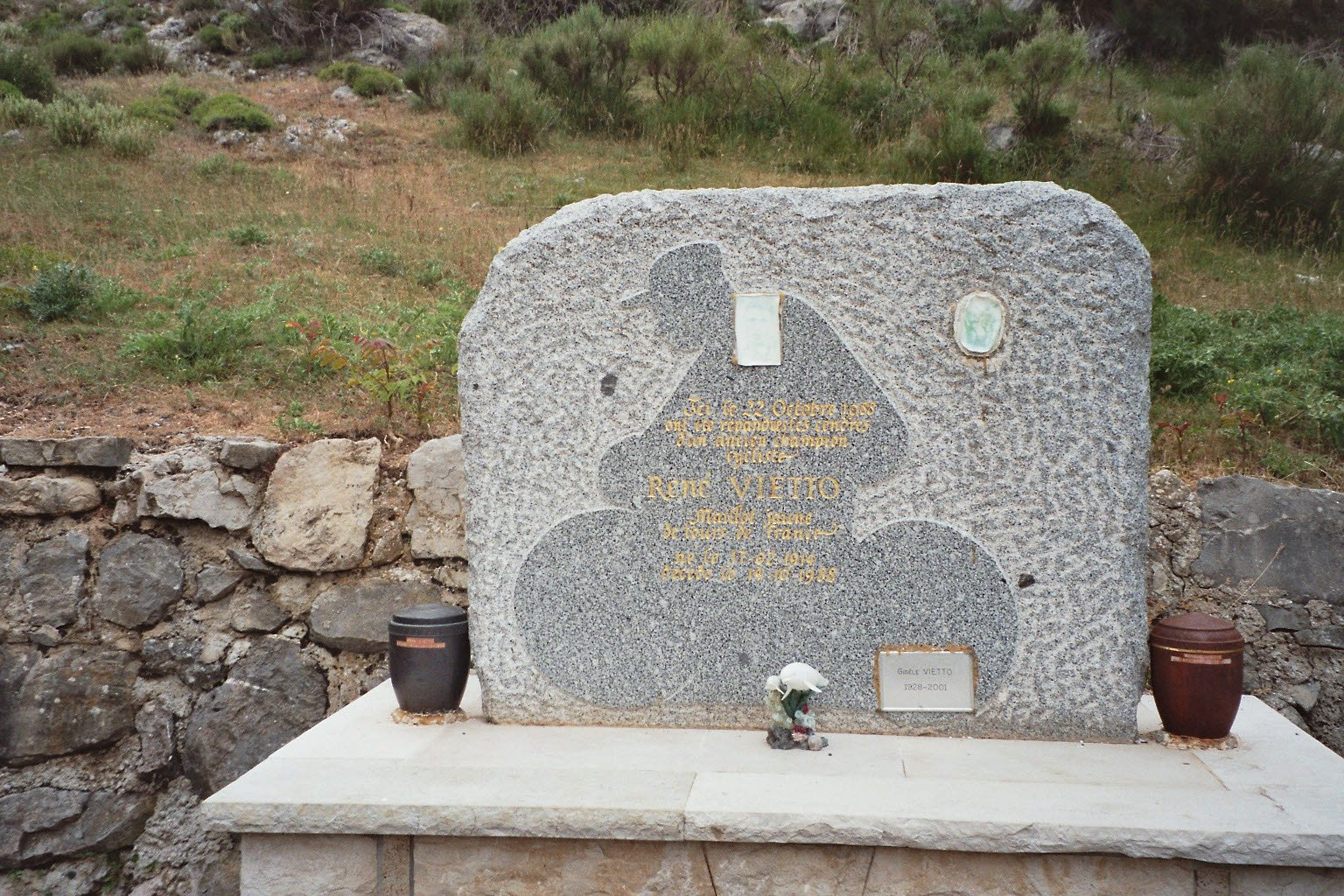
Stèle René Vietto au col.

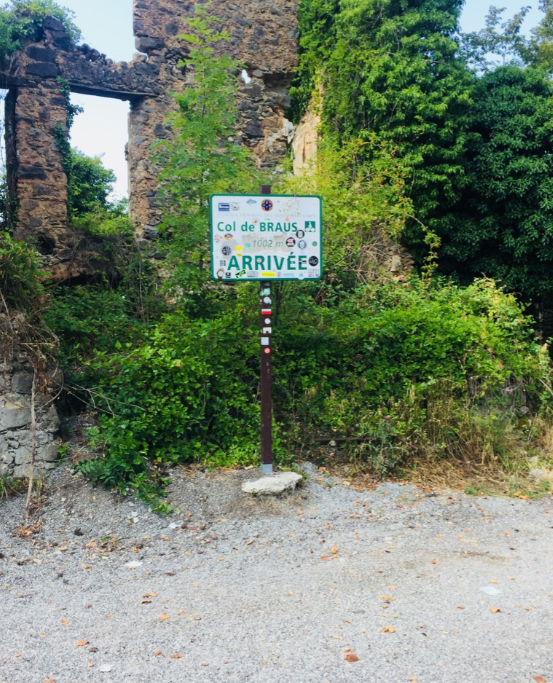
Panneau indiquant le sommet de l'ascension du col de Braus.

Le col de Braus a été franchi au total à 28 reprises par le Tour de France, dont 3 depuis 1947. Il a été classé en 2e catégorie lors de ces trois derniers passages. Voici les coureurs qui ont franchi les premiers le col :
| Année | Étape | Catégorie | Coureur            |
| ----- | ----- | --------- | ------------------ |
| 1911  |       |           | Emile Georget      |
| 1912  |       |           | Giovanni Cocchi    |
| 1913  |       |           | Firmin Lambot      |
| 1914  | 9e    |           | Jean Rossius       |
| 1919  | 9e    |           | Luigi Lucotti      |
| 1920  |       |           | Firmin Lambot      |
| 1921  |       |           | Firmin Lambot      |
| 1922  |       |           | Jean Alavoine      |
| 1923  |       |           | Jean Alavoine      |
| 1924  |       |           | Jean Alavoine      |
| 1925  |       |           | Lucien Buysse      |
| 1926  |       |           | Marcel Bidot       |
| 1927  |       |           | Nicolas Frantz     |
| 1928  |       |           | André Leducq       |
| 1929  |       |           | Benoît Faure       |
| 1930  |       |           | Benoît Faure       |
| 1931  |       |           | Rafaele Di Paco    |
| 1932  |       |           | Francesco Camusso  |
| 1933  |       |           | Vicente Trueba     |
| 1934  |       |           | René Vietto        |
| 1935  | 11e   |           | Gabriel Ruozzi     |
| 1936  |       |           | Félicien Vervaecke |
| 1937  |       |           | Félicien Vervaecke |
| 1938  |       |           | Gino Bartali       |
| 1939  |       |           | Sylvère Maes       |
| 1947  | 10e   | 2e        | Apo Lazarides      |
| 1961  | 11e   | 2e        | Imerio Massignan   |
| 2024  | 20e   | 2e        | Enric Mas          |

Le Tour d'Italie 1955 est passé par le col de Braus lors de la 2e étape reliant Turin à Cannes (Alpes-Maritimes).

### Automobilisme
Le col est régulièrement franchi par le rallye Monte-Carlo.